# Riama achlyens
Espèce
Synonymes
- Proctoporus achlyens Uzzell, 1958

Statut de conservation UICN

 LC  : Préoccupation mineure
Riama achlyens est une espèce de sauriens de la famille des Gymnophthalmidae.

## Répartition et habitat
Cette espèce est endémique de l'État d'Aragua au Venezuela. On la trouve entre 1 000 et 1 400 m d'altitude. Elle vit dans la forêt tropicale humide de montagne et dans la forêt de nuage.

## Publication originale
- Uzzell, 1958 : Teiid lizards related to Proctoporus luctuosus, with the description of a new species from Venezuela. Occasional Papers, University of Michigan Museum of Zoology, no 597, p. 1-15 (texte intégral).